# Nematocharax
Genre
Nematocharax est un genre de poissons d'eau douce téléostéens de la famille des Characidae (ordre des Characiformes).

## Répartition
Les espèces du genre Nematocharax se rencontrent en Amérique du Sud.

## Liste d'espèces
Selon World Register of Marine Species (16 septembre 2023) :
- Nematocharax costai Bragança, Barbosa & Mattos, 2013
- Nematocharax venustus Weitzman, Menezes & Britski, 1986 -
- Nematocharax varii Barreto, Silva, Batalha‐Filho, Affonso & Zanata, 2018

## Systématique
Le nom valide complet (avec auteur) de ce taxon est Nematocharax Weitzman (d), Menezes (d) & Britski (d), 1986,.

## Étymologie
Le nom générique, Nematocharax, composé du grec ancien νῆμα, nễma, « fil », et du genre Charax, le genre type des Characiformes, fait allusion aux extensions filiformes des nageoires dorsales, anales et pelviennes de ces espèces de Characiformes.

## Publication originale
- (en) Stanley H. Weitzman, Naercio A. Menezes et Heraldo A. Britski, « Nematocharax venustus, a new genus and species of fish from the Rio Jequitinhonha, Minas Gerais, Brazil », Proceedings of the Biological Society of Washington, Washington, Biological Society of Washington (d), vol. 99, no 2,‎ 1986, p. 335-346 (ISSN 0006-324X et 1943-6327, OCLC 1536434, lire en ligne).